# アブディラフマン・モハメド・アブドゥラヒ
アブディラフマン・モハメド・アブドゥラヒ（英語: Abdirahman Mohamed Abdullahi, ソマリ語: Cabdiraxmaan Maxamed Cabdillaahi Cirro, アラビア語: عبد الرحمن محمد عبد الله, 1955年4月24日 - ）は、ソマリランドの政治家。現在、同国大統領（第6代）。初の民選代議院議長を務めた。ワダニ党から2024年ソマリランド大統領選挙に出馬し当選。同年12月12日に就任した。通称イロ(Irro)。

## 来歴

### 生い立ち
アブドゥラヒはソマリア各地の居住開発期間で働いていた。1981年以降、彼はソマリア民主共和国の外交部で勤務していた。アブドゥラヒはまたソビエト連邦全体を取り扱う在モスクワ首席領事を務めた。1991年、在ソ連大使として再任された。大使として、ソマリア内戦勃発を受けて母国を離れた多くのソマリア難民を支援した。その後、フィンランドへ移住していた家族のもとへ1996年に行き 、同国の市民権を得た。彼はハバル・ユーニス氏族のムーサ・アブダッラー（Musa Abdallah）支氏族、アブカル・ロゲー（Abukar Logeh）支族に属する。

### 政界入り
1991年のソマリランド再独立以降、同国で行われた最初の複数政党制議会選挙となった2005年9月29日執行の議会選挙に正義開発党から出馬し、サヒル州選挙区から当選した。

### 大統領への挑戦
2017年11月13日に執行された大統領選挙にワダニ党の候補として立候補したものの与党平和統一開発党のムセ・ビヒ・アブディ候補が得票率55%で勝利した。続く2024年11月13日執行の大統領選挙にもワダニ党の候補として挑戦し、アブドゥラヒの得票率は64%近くに達し当選。一方、現職のムセ・ビヒ・アブディ候補は35%に留まった。12月12日に就任。

### 大統領として
2024年12月14日に28人の大臣、16人の副大臣、4人の国務大臣、合計48人からなる新政権の閣僚人事案を提示し、そのうち外相や国防相、財務相など主要な閣僚を含む19人についてそれぞれ個別に信任投票が2025年1月6日にソマリランド議会にて執行され、過半数の賛成を得て承認された。